# Geneviève Gradová
Geneviève Gradová (nepřechýleně Grad, 5. července 1944 Paříž – 8. listopadu 2024 La Chaussée-Saint-Victor, Loir-et-Cher) byla francouzská herečka, známá především rolí Nicole Cruchotové v prvních třech filmech četnické série s Louis de Funèsem.

## Život
Geneviève Gradová byla rozená Pařížanka. Její matka byla architektkou. O počátcích její kariéry toho není moc známo, začínala jako tanečnice a souběžně studovala herectví. Již jako sedmnáctiletá byla angažována do slavného filmu Kapitán Fracasse (1961) v roli Isabelle po boku Jeana Maraise a Gérarda Barraye. Poté hrála v několika dalších filmech. Vedlejší, přesto životní roli jí přinesla četnická série. Jako Cruchotova rošťácká dcera Nicole se objevila v prvních třech dílech – Četník ze Saint Tropez (1964), Četník v New Yorku (1965) a Četník se žení (1968). Mezitím hrála také v dalších filmech a televizních seriálech, občas se objevila v divadle. Do její pozdější filmografie patří Flash Love (1975) a Libertés sexuelles (1977), v nichž hrála s Paulem Guersem. Filmovou kariéru uzavřela v necelých čtyřiceti letech rolí advokátky ve filmu Ça va pas être triste (1983), od té doby žila v soukromí.

## Filmografie
- 1959 Les dragueurs
- 1961 Kapitán Fracasse
- 1961 Un soir sur la plage
- 1962 La bataille de Corinthe
- 1962 Arsène Lupin contre Arsène Lupin
- 1962 Les Vikings attaquent
- 1962 L'Empire de la nuit
- 1963 Hercule contre Moloch
- 1963 Héros de Babylone
- 1963 Sandokan - Le Tigre de Bornéo
- 1964 Alerte à Gibraltar
- 1964 Četník ze Saint Tropez
- 1964 L'Enlèvement d'Antoine Bigut
- 1965 Chambre à louer
- 1965 Frédéric le gardian
- 1965 Četník v New Yorku
- 1966 Su nombre es Daphne
- 1967 Le Fossé
- 1967 Quand la liberté venait du ciel
- 1967 Au théâtre ce soir
- 1968 Le Démoniaque
- 1968 Četník se žení
- 1969 Agence intérim
- 1970 Palais des anges érotiques et des plaisirs secrets
- 1970 OSS 117 prend des vacances
- 1972 Flash Love
- 1975 Au théâtre ce soir
- 1975 Flash Love
- 1977 Libertés sexuelles
- 1977 Le Maestro
- 1978 Voltaire
- 1980 Comme une femme
- 1980 La Vie des autres
- 1980 La Pharisienne
- 1980 Voulez-vous un bébé Nobel?
- 1983 Ça va pas être triste